# Panthéon (album)
Panthéon è il secondo album in studio del rapper francese Booba, pubblicato nel 2004.

## Tracce
1. Tallac – 4:04
2. Le mal par le mal – 2:06
3. Commis d'office (feat. Mala) – 5:09
4. N° 10 – 4:37
5. Hors-saison – 4:42
6. R.A.P. (feat. Sir Doum's) – 3:56
7. Baby (feat. Nessbeal) – 4:31
8. La faucheuse – 4:40
9. Mon son – 2:49
10. Alter égo (feat. Wayne Wonder) – 4:14
11. Pazalaza pour sazamuser (feat. Issaka & Bram's) – 2:45
12. Bâtiment C – 3:42
13. Avant de partir (feat. Léya Masry) – 5:25